# دوري اسطنبول لكرة القدم 1953–54
دوري اسطنبول لكرة القدم 1953–54 (بالتركية: 1953-54 İstanbul Profesyonel Ligi)‏ هو موسم من دوري اسطنبول لكرة القدم ‏. فاز فيه نادي بشكتاش.